# UTC+5:40
UTC+5:40 — часовий пояс, що використовувався в Непалі до 1986 року. Пізніше в Непалі використовується часовий пояс UTC+5:45

## Використання
Зараз не використовується

## Історія використання

### Як стандартний час
- Непал (1920—1985)

### Як літній час
Ніколи не використовувався